# Flowers for Vases / Descansos
Flowers for Vases / Descansos (estilizado com FLOWERS for VASES / descansos) é o segundo álbum de estúdio da cantora americana Hayley Williams. Foi um disco surpresa liberado em 5 de Fevereiro de 2021, pela Atlantic Records, lançado nove meses após o predecessor, Petals for Armor (2020) e dois meses após o extended play (EP) Petals for Armor: Self-Serenades (2020).

## Antecedentes e lançamento
Após o lançamento de Petals for Armor: Self-Serenades em dezembro de 2020, que incluiu uma demo da canção Find Me Here presente no álbum, o web-site de Williams, em 22 de janeiro de 2021, passou a ser redirecionado a Flowers for Vases, que incluía demos de 15 segundos do projeto. Em 29 de Janeiro, ela começou a enviar presentes aos fãs norte-americanos, incluindo partes de bonecas e um pacote especial incluindo um CD com My Limb, possível primeiro single do projeto, com uma carta pedindo ao fã que vazasse a canção e, uma vela mística.
Em 4 de fevereiro, por meio das redes sociais, Williams anuncia o lançamento do álbum para o dia seguinte, incluindo os créditos e explicações sobre o disco, encaixando-o entre os dois primeiros EPs de Petals for Armor.
O álbum foi um marco na carreira da cantora, que nunca havia escrito todas as letras e tocado todos os instrumentos de um projeto antes.

## Lista de Faixas
Todas as canções são escritas por Hayley Williams.
| N.º | Título              | Duração |  |
| 1.  | "First Thing To Go" | 2:59    |  |
| 2.  | "My Limb"           | 2:53    |  |
| 3.  | "Asystole"          | 3:05    |  |
| 4.  | "Trigger"           | 4:04    |  |
| 5.  | "Over Those Hills"  | 3:12    |  |
| 6.  | "Good Grief"        | 2:38    |  |
| 7.  | "Wait On"           | 3:10    |  |
| 8.  | "KYRH"              | 2:34    |  |
| 9.  | "Inordinary"        | 4:44    |  |
| 10. | "HYD"               | 3:42    |  |
| 11. | "No Use I Just Do"  | 2:09    |  |
| 12. | "Find Me Here"      | 2:11    |  |
| 13. | "Descansos"         | 1:59    |  |
| 14. | "Just A Lover"      | 3:03    |  |

## Recepção
Flowers for Vases / Descansos foi bem recebido pela crítica especializada. No site Metacritic, que gera uma nota normalizadora de 0 a 100 baseada em publicações online, o álbum recebeu uma nota #79 baseada em 15 resenhas, indicando "críticas geralmente favoráveis".

## Tabelas musicais
| Paradas (2021)                          | Melhor posição |
| --------------------------------------- | -------------- |
| Reino Unido (UK Digital Albums)         | 7              |
| Estados Unidos (Top Alternative Albums) | 22             |
| Estados Unidos (Top Rock Albums)        | 36             |

## Créditos
Tirados de post de Instagram.
- Hayley Williams – vocais, composição e execução de todas as músicas
- David James – produção, engenharia
- Carlos de la Garza – mixagem
- Heba Kadry – masterização
- Denyse Tontz - assistente de mixagem e engenharia
- Lindsey Byrnes - direção criativa, fotografia